# فيبي كون
فيبي كون (بالإنجليزية: Phoebe Conn)‏ (1941، كاليفورنيا في الولايات المتحدة)؛ كاتِبة وروائية أمريكية.